# Быстров, Александр Васильевич (организатор промышленности)
Алекса́ндр Васи́льевич Быстро́в (23 февраля 1924, Белый Яр, Ставропольский уезд, Самарская губерния, РСФСР, СССР — 28 июля 1993, Козьмодемьянск, Марий Эл, Россия) — советский организатор промышленности. Первый директор завода «Потенциал» — одного из градообразующих предприятий г. Козьмодемьянска Марийской АССР (1966—1979). Участник Великой Отечественной войны. Член КПСС.

## Биография
Родился 23 февраля  1924 года в селе Белый Яр ныне Чердаклинского района Ульяновской области в многодетной семье священника, арестованного в 1937 году и умершего в заключении в Усольлагере в 1941 году, и крестьянки родом из Пектубаевского района Марийской АССР.
Окончив в 1938 году семь классов Пектубаевской школы МАССР, поступил в педагогический техникум, где успел окончить 2 курса.
В августе 1942 года призван в Красную армию. Участник Великой Отечественной войны: учился в полковой школе, окончил Киевское военное пехотное училище; командир взвода автоматчиков стрелкового полка. В марте 1945 года за овладение польским городом-крепостью Гданьск ему присвоили воинское звание «младший лейтенант», а через месяц за форсирование реки Одер и прорыв обороны немцев на западном берегу реки — звание лейтенанта. За отличные боевые действия на фронте приказами Главнокомандующего И. В. Сталина ему неоднократно объявлялись благодарности. После войны решил связать свою жизнь с армией: сначала воевал с бандеровцами на Западной Украине, потом служил в Литве. В 1948 году в отпуске в г. Йошкар-Оле познакомился со своей будущей женой Юлией, которая после свадьбы отправилась к месту службы мужа. В Литве они прожили до 1953 года. В 1953 году после массовой демобилизации в стране семья переехала жить в Йошкар-Олу. Завершил службу в январе 1954 года в звании капитана. Награждён Отечественной войны II степени (дважды) и медалями.
С 1954 года — в Марийской АССР: в 1959 году заочно окончил  Марийский радиомеханический техникум, в 1965 году — Поволжский лесотехнический  институт (вечернее отделение, специальность «Технология машиностроения. Металлорежущие станки и инструменты», квалификация инженера-механика. Работал учеником токаря на Заводе полупроводниковых приборов в Йошкар-Оле.
С 1966 года — в г. Козьмодемьянске Марийской АССР: директор вновь созданного филиала Кузнецкого завода приборов и конденсаторов, в 1969 году преобразованного в завод «Потенциал». Под его началом предприятие прошло этап своего становления, стало градообразующим. Уже через пять месяцев после выхода приказа, в июне 1967 года филиал приступил к выпуску продукции: были освоены производства корпуса конденсаторов, оси, шайбы и другие детали для резисторов: вместо запланированных 100 тысяч рублей выпустил изделия на 135 тысяч рублей! В 1968 году завод выпустил продукции уже на 750 тысяч рублей! Основным направлением завода был определён выпуск сложных изделий с законченным производственным циклом — непроволочных резисторов. Хозяйственным способом строятся новые производственные площади, осваиваются и расширяются гальваническое, инструментальное и прессовое производства. Завод продолжал наращивать объёмы производства: если в 1969 году было выпущено 736 тысяч резисторов, то через пять лет объём их производства составил 20,5 миллионов штук — вырос почти в 28 раз! В этот время на предприятии проводится большая работа по внедрению новой техники, совершенствованию технологии, механизации и автоматизации производственных процессов. По ходатайству заводов «Потенциал» и «Копир» для подготовки кадров в Козьмодемьянске открыли техникум электронных приборов для подготовки высококлассных специалистов. В 1979—1987 годах — начальник, инженер заводской Центральной лаборатории измерительной техники (ЦЛИТ).
Награждён орденами «Знак Почёта», Трудового Красного Знамени и  медалями.
Занимался  и общественной деятельностью: избирался членом Горнономарийского райкома КПСС, депутатом городского и районного Собраний. В 1979—1987 годах на заводе «Потенциал» был членом парткома, возглавлял комиссию по контролю за деятельностью администрации, членом общественного отдела кадров, председателем постоянно действующего производственного совещания на предприятии.
Скончался 28 июля 1993 года в г. Козьмодемьянске Марий Эл, похоронен там же.

## Звания и награды

### Трудовые
- Орден Трудового Красного Знамени (1974)[1]
- Орден «Знак Почёта» (1971)[1]
- Медаль «За доблестный труд. В ознаменование 100-летия со дня  рождения Владимира Ильича Ленина» (1970)[1]

### Боевые
- Орден Отечественной войны II степени (30.03.1945, 06.04.1985)[4][5]
- Медаль «За победу над Германией в Великой Отечественной войне 1941—1945 гг.»[2]

## Память
- С 2006 года его именем названа улица в г. Козьмодемьянске Марий Эл, на которой и поныне располагается завод «Потенциал»[1][6][7][8].
- С 2013 года в Козьмодемьянске проходит шахматный турнир памяти А. В. Быстрова[1].